# Comissão Nacional de Folclore
A Comissão Nacional de Folclore é uma entidade governamental brasileira dedicada ao estudo e fomento do folclore brasileiro.
Foi fundada em 1947 por Renato de Almeida, através de recomendação da UNESCO, sendo vinculada ao Instituto Brasileiro de Educação, Ciência e Cultura e à UNESCO. Mantém seu escritório e acervo no Palácio do Itamaraty, no Rio de Janeiro.
A Comissão já realizou diversos congressos nacionais, intercalados com os Seminários de Ações Integradas em Folclore, que reúnem as Comissões Estaduais para apresentação de trabalhos e novas propostas de estudo, e participa ativamente no debate para a criação de políticas culturais pelo governo brasileiro, o que resultou na Carta do Folclore Brasileiro, aprovada no VIII Congresso Brasileiro de Folclore, reunido em Salvador, em 1995, onde se conceitua folclore, estabelece linhas de abordagem e recomenda ações de proteção e divulgação da cultura popular.